# Chom (wieś)
Chom (ros. Хом) – wieś w Rosji, w rejonie tarnoskim obwodu wołogodzkiego. W 2010 r. liczyła 108 mieszkańców.